# Aleksandar Vondraček
Aleksandar Vondraček (1910. – Bjelovar 1972.) - češki pravnik
Potječe iz češke doseljeničke obitelji u Uljaniku i sin je liječnika dr. Josefa Vondračeka, koji je više godina bio uljanički općinski liječnik. Pravne nauke studirao je u Zagrebu, Parizu, Krakovu i Pragu. 
Bio je sudac u Žagubici u Srbiji i javni bilježnik u Grubišnom Polju. Tijekom Drugog svjetskog rata bio je 1944. i 1945. prvi predsjednik Gradskog NOO Daruvara, zatim je bio tajnik suda u Virovitici, predsjednik okružnog suda u Daruvaru i odvjetnik u Daruvaru. 
Izabran je 1944. za tajnika prvog saziva Čehoslovačkog saveza u Daruvaru, bio je i njegov potpredsjednik, a vršio je i mnoge druge dužnosti. Bio je počasni konzul ČSR u Hrvatskoj. Zaslužan je za otvaranje gimnazije u Daruvaru 1954. godine. Kao dugogodišnji član i rukovoditelj Češke besede u Daruvaru proglašen je za njenog počasnog člana. Poginuo je u prometnoj nesreći u Bjelovaru.